# Postsovětské republiky

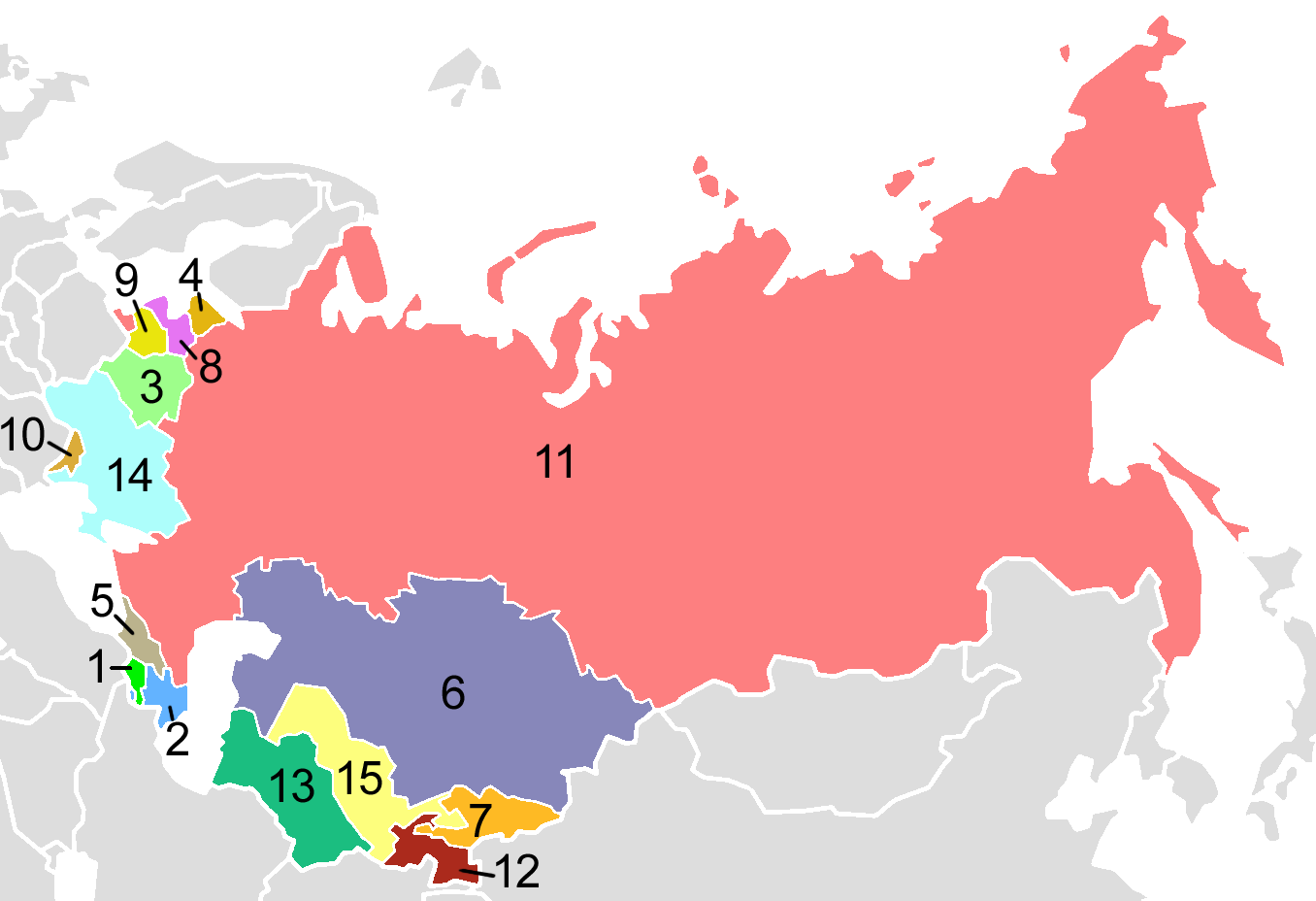
Postsovětské republiky v abecedním pořadí:
1. Arménie; 2. Ázerbájdžán; 3. Bělorusko; 4. Estonsko; 5. Gruzie; 6. Kazachstán; 7. Kyrgyzstán; 8. Lotyšsko; 9. Litva; 10. Moldavsko; 11. Rusko; 12. Tádžikistán; 13. Turkmenistán; 14. Ukrajina; 15. Uzbekistán

Postsovětské republiky, země bývalého Sovětského svazu, bývalé sovětské republiky nebo též bývalý Sovětský svaz je souhrnné označení pro patnáct nezávislých států, které vznikly nebo byly obnoveny při rozpadu Sovětského svazu v roce 1991 z bývalých svazových republik.
Největší postsovětskou republikou a hlavním nástupnickým státem je Ruská federace, která ostatní tyto státy označuje jako své blízké zahraničí. V ruské politice a jejích konceptech jako je eurasianismus jsou tyto země bývalého Sovětského svazu a Ruského impéria chápány jako historicky ruská sféra vlivu, oblast ruského politického a bezpečnostního zájmu.
Země bývalého Sovětského svazu netvoří jeden celek, Společenství nezávislých států a další mezinárodní organizace sdružují jen některé z těchto zemí.

## Státy a geografická uskupení

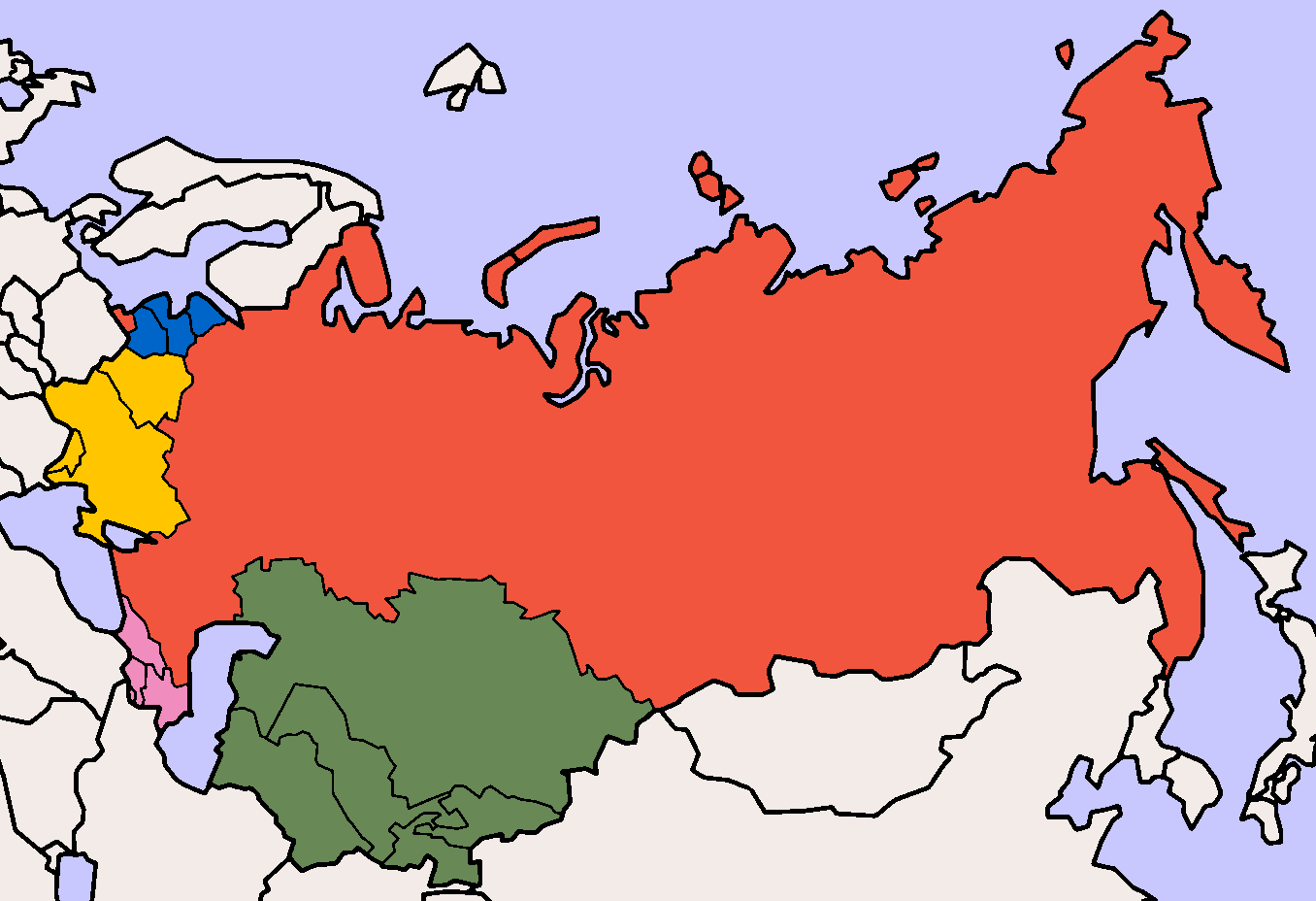
Skupiny postovětských republik:
Rusko
Státy střední Asie
Státy východní Evropy
Baltské státy
Státy jižního Kavkazu

Patnáct postsovětských republik se klasicky dělí do následujících pěti skupin. Každá z těchto oblastí má své vlastní rysy, díky nejenom geografickým a kulturním faktorům, ale také díky místní historii a vztahy s Ruskem. Kromě toho v oblasti existuje množství de facto nezávislých států, které nebyly uznány mezinárodním společenstvím.
- Baltské státy:
  -  Estonsko –  Estonská SSR
  -  Litva –  Litevská SSR
  -  Lotyšsko –  Lotyšská SSR

- Střední Asie:
  -  Kazachstán –  Kazašská SSR
  -  Kyrgyzstán –  Kyrgyzská SSR
  -  Tádžikistán –  Tádžická SSR
  -  Turkmenistán –  Turkmenská SSR
  -  Uzbekistán –  Uzbecká SSR

- Jižní Kavkaz:
  -  Arménie –  Arménská SSR
  -  Ázerbájdžán –  Ázerbájdžánská SSR
  -  Gruzie –  Gruzínská SSR

- Východní Evropa:
  -  Bělorusko –  Běloruská SSR
  -  Moldavsko –  Moldavská SSR
  -  Ukrajina –  Ukrajinská SSR

- Rusko:
  -  Rusko –  Ruská SFSR

## Ekonomika

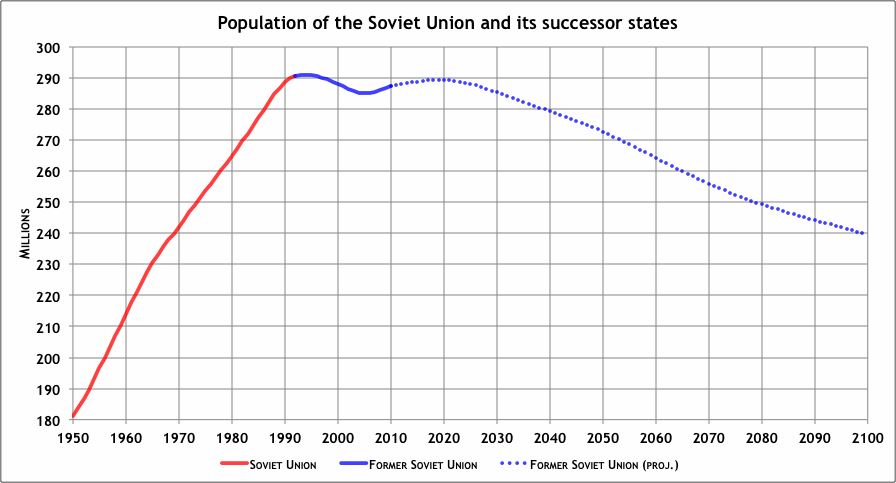
Demografický vývoj 1970–2007:
SSSR
země bývalého SSSR

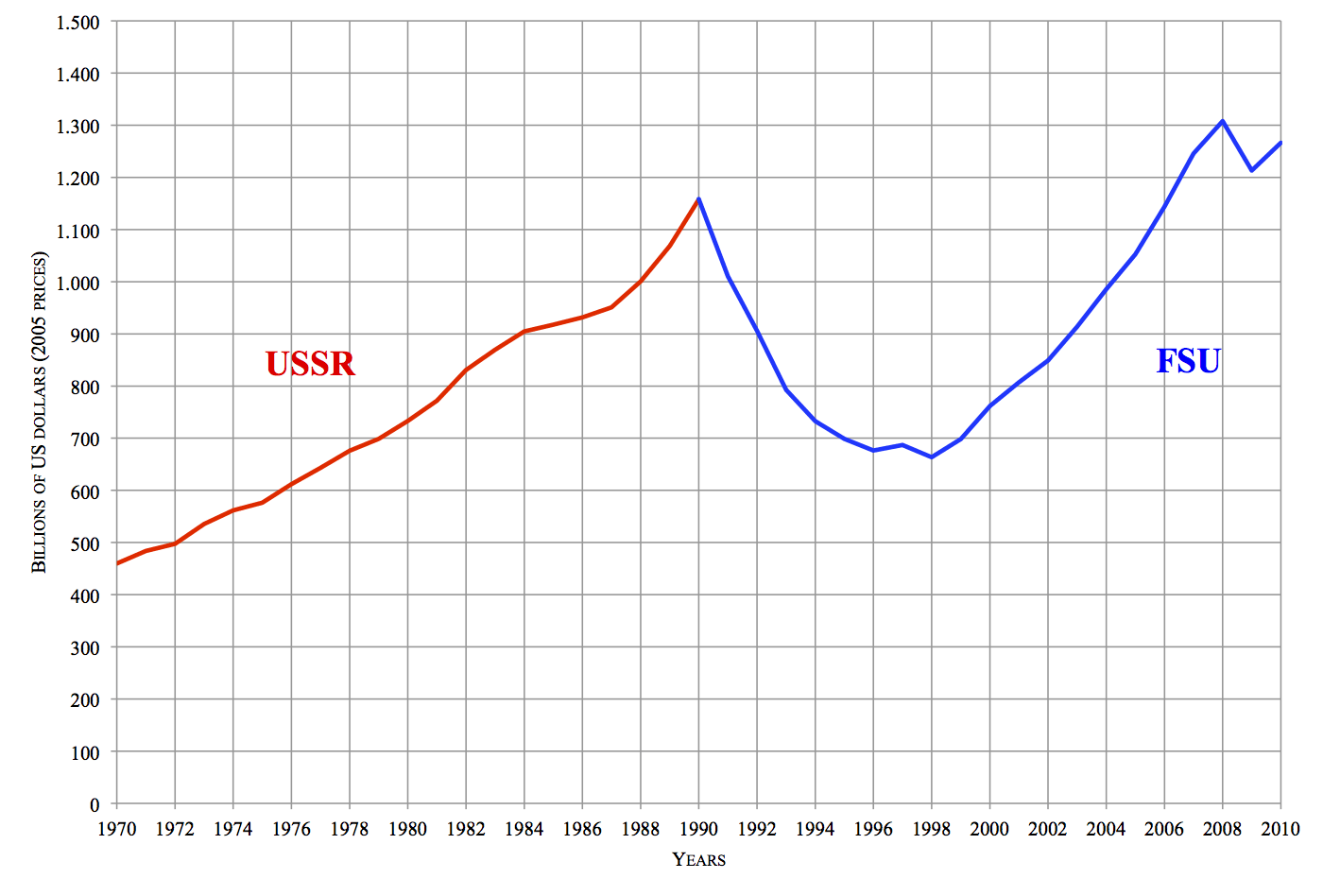
HDP (v amerických dolarech) 1970–2007:
SSSR
země bývalého SSSR

Zhroucení Sovětského svazu proběhlo v důsledku celkové ekonomické stagnace, dokonce recese. Když se zhroutil Gosplan, který záměrně provázal výrobu v jednotlivých sovětských republikách, došlo k narušení vnitrorepublikových vazeb, což vedlo k ještě vážnějšímu rozpadu postsovětských ekonomik.
Většina bývalých sovětských republik začala transformační přechod k tržnímu hospodářství v letech 1990–1991 a snažila se přebudovat a restrukturalizovat své ekonomické systémy, s různými výsledky. Proces spustil prudký ekonomický pokles, při kterém hrubý domácí produkt (HDP) poklesl v letech 1990 až 1995 o více než 40 %. Tento pokles v HDP byl ještě intenzivnější než 27% pokles, který zaznamenaly Spojené státy během velké hospodářské krize v letech 1930 až 1934. Restrukturalizace veřejných financí v souladu se zásadami tržní ekonomiky vedla k dramatickým snížením výdajů ve zdravotnictví, školství a dalších sociálních programech, což vedlo k výraznému nárůstu chudoby.
Počáteční pokles byl nakonec zastaven kumulativním efektem tržních reforem a po roce 1995 se ekonomiky postsovětských států začaly uzdravovat a jejich HDP se dostal ze záporných do kladných čísel. K roku 2007 dosáhlo 10 z 15 postovětských republik lepší úrovně HDP, než jakou měly v roce 1991. Pouze Moldavsko, Ukrajina, Gruzie, Kyrgyzstán a Tádžikistán mají HDP výrazně pod úrovní z roku 1991.
Změny v hrubém domácím produktu (HDP) v konstantních cenách, 1991–2007
| Stát                  | 1991  | 1995 | 2000 | 2005  | 2007  | Rok zvratu* |
| --------------------- | ----- | ---- | ---- | ----- | ----- | ----------- |
| Baltské státy         |       |      |      |       |       |             |
| Estonsko              | 100,0 | 76,0 | 99,6 | 143,7 | 166,0 | 1995        |
| Lotyšsko              | 100,0 | 60,9 | 80,3 | 118,4 | 138,1 | 1994        |
| Litva                 | 100,0 | 61,5 | 76,0 | 109,6 | 123,7 | 1995        |
| Středoasijské státy   |       |      |      |       |       |             |
| Kazachstán            | 100,0 | 68,9 | 77,8 | 127,1 | 148,7 | 1996        |
| Kyrgyzstán            | 100,0 | 56,6 | 74,3 | 89,1  | 98,7  | 1996        |
| Tádžikistán           | 100,0 | 43,5 | 50,0 | 78,2  | 89,5  | 1997        |
| Turkmenistán          | 100,0 | 65,4 | 79,8 | 167,4 | 188,9 | 1998        |
| Uzbekistán            | 100,0 | 82,5 | 93,6 | 117,2 | 132,0 | 1996        |
| Zakavkazsko           |       |      |      |       |       |             |
| Arménie               | 100,0 | 45,9 | 59,0 | 104,5 | 119,1 | 1994        |
| Ázerbájdžán           | 100,0 | 41,5 | 58,1 | 101,2 | 157,0 | 1996        |
| Gruzie                | 100,0 | 35,8 | 47,3 | 66,3  | 74,1  | 1995        |
| Východoevropské státy |       |      |      |       |       |             |
| Bělorusko             | 100,0 | 66,1 | 89,7 | 128,4 | 140,9 | 1996        |
| Moldavsko             | 100,0 | 47,3 | 41,7 | 58,4  | 65,0  | 2000        |
| Ukrajina              | 100,0 | 52,4 | 47,5 | 68,7  | 73,3  | 2000        |
| Rusko                 | 100,0 | 65,4 | 70,7 | 95,3  | 106,8 | 1999        |

* Rok, kdy se zastavil pokles HDP a začal jeho růst.

## Regionální organizace

členové SNS
státy, které vstoupily do EU a NATO
ostatní členové EU a/či NATO

Od rozpadu Sovětského svazu vznikla řada regionálních organizací a kooperujících bloků. V této sekci jsou zahrnuty pouze organizace, které sestávají výhradně z postsovětských republik.
Společenství nezávislých států (SNS) mělo být symbolicky nástupnickou organizací Sovětského svazu. Založily jej v prosinci 1991 Bělorusko, Rusko a Ukrajina a členy se staly všechny republiky s výjimkou baltských států. Turkmenistán změnil svou účast na přidruženého člena, Gruzie, Ukrajina a Moldavsko přestaly být členy v reakci na ruské agrese a okupace jejich území.
Patnáct postsovětských republik lze sdružit podle spolupráce do regionálních bloků:
- Svaz Ruska a Běloruska

- Tři pobaltské státy neusilovaly o členství v žádné z postsovětských organizací a naopak se snažily dosáhnout členství v Evropské unii a NATO (na bývalé sovětské republiky zůstává napojena pouze jejich rozvodná síť a železniční systém). Jedinou výjimkou výše zmíněného je členství ve Společnosti demokratické volby.

- Středoasijské státy Kazachstán, Kyrgyzstán, Tádžikistán a Uzbekistán (společně s Běloruskem) jsou členy SNS a participují rovněž v řadě regionálních organizací, kde je Rusko primárním hráčem. Mezi takové organizace patří: EurAsEc, OSKB a ŠOS.

- Arménie je kromě SNS členem pouze OKSB.

- Ukrajina, Moldavsko a Ázerbájdžán jsou především členy organizací, kde nehraje dominantní roli Rusko. Mezi takové organizace patří například GUAM či Společenství demokratické volby. Ačkoliv byla Ukrajina jednou ze zakládajících zemí SNS, právně jejím členem nebyla, neboť nikdy neratifikovala její chartu z roku 1993.[7]

- Turkmenistán je přidruženým členem SNS (své plné členství zrušil v srpnu 2005)[8] a členem Organizace pro ekonomickou spolupráci; jinak neusiluje o bližší integraci v žádné ze západních ani postsovětských organizací.

- Gruzie oznámila v srpnu 2008 orgánům SNS své rozhodnutí tuto organizaci opustit[9][10] a podle charty SNS toto rozhodnutí vejde v platnost 12 měsíců po jeho oznámení.

## Sporné postsovětské země
- Podněstří – separatistické území Moldavska podporované Ruskem
- Abcházie – separatistické území Gruzie podporované Ruskem
- Jižní Osetie – separatistické území Gruzie podporované Ruskem
- Republika Arcach na Náhorním Karabachu, arménská enkláva na území Ázerbájdžánu

Dočasné ruské loutkové kvazistáty na okupovaných územích Ukrajiny
- Republika Krym (2014)
- Novorusko (2014–2015)
- Malorusko (2017)
- Doněcká lidová republika
- Luhanská lidová republika